# 木村紀子
木村 紀子（きむら のりこ、1943年(昭和18年) - ）は、日本の言語学者、国語学者、奈良大学名誉教授。専攻は言語文化論・意味論。

## 来歴
愛媛県松山市出身。奈良女子大学文学部卒業。奈良大学助教授、教授、2008年名誉教授。

## 著書
- 『古層日本語の融合構造』平凡社、2003
- 『書と声わざ 『宇治大納言物語』生成の時代』清文堂出版、2005
- 『原始日本語のおもかげ』平凡社新書、2009
- 『ヤマトコトバの考古学』平凡社、2009
- 『日本語の深層 ことばの由来、心身のむかし』平凡社新書、2011
- 『古事記声語りの記(しるし) 王朝公家の封印したかった古事』平凡社、2013
- 『「食いもの」の神語り　言葉が伝える太古の列島食』角川選書、2015
- 『地名の原景: 列島にひびく原始の声』平凡社新書 、2023

### 校注
- 『塵袋』大西晴隆共校注 平凡社東洋文庫、2004
- 『催馬楽』訳注 平凡社東洋文庫、2006

## 参考
- ISBN 978-4-582-80750-9
- ISBN 978-4-582-35717-2